# Myrina
Myrina is een geslacht van vlinders van de familie Lycaenidae, uit de onderfamilie Theclinae.

## Soorten
- M. anettae Fleury, 1924
- M. creta Hewitson, 1878
- M. cyara Hewitson, 1878
- M. dermaptera (Wallengren, 1857)
- M. derpiha Hewitson, 1878
- M. ficedula Trimen, 1879
- M. genuba Hewitson, 1875
- M. inopinata Butler, 1883
- M. milo Smith, 1896
- M. nomion Staudinger, 1891
- M. nzoiae Stoneham, 1937
- M. prabha Moore, 1877
- M. sharpei Baker, 1906
- M. silenus (Fabricius, 1775)
- M. subornata Lathy, 1903
- M. symira Hewitson, 1876
- M. tarpina Hewitson, 1878